# Les Derniers Jours de la vie d'Albert Camus
Les Derniers jours de la vie d'Albert Camus est un livre biographique retraçant dans le détail les jours qui ont précédé la mort brutale de l'écrivain Albert Camus, écrit par José Lenzini qui connaît particulièrement bien l'écrivain puisqu'il lui a consacré trois ouvrages.

## Présentation
La trame de ces fêtes de fin d'année qu'Albert Camus et sa famille passent dans leur maison de Lourmarin dans le Vaucluse est bien connue. Le 3 janvier 1960, Albert Camus quitte la maison pour rejoindre Paris. Il voulait prendre le train mais son éditeur Michel Gallimard le convainquit finalement de prendre place dans sa voiture. Voilà donc le destin en marche.
Pendant le voyage, Camus est surtout préoccupé par l'écriture de ce roman qu'il a des difficultés à écrire, roman qui est près de lui dans l'auto, dans une serviette. C'est un homme célébré en particulier par le prix Nobel de littérature et encore jeune à quarante-sept ans, malgré des ennuis de santé dus à une tuberculose persistante. Mais il s'est difficilement remis des polémiques sans fin qui ont succédé à la publication de L'Homme révolté et de la remise du prix Nobel. Mais au cours du voyage, dans une grande ligne droite, la voiture de Michel Gallimard quitte subitement la route. Camus est tué sur le coup et dans sa serviette à ses côtés, on retrouvera le manuscrit inachevé du Premier Homme.